# Oecetis uyulala
Oecetis uyulala là một loài Trichoptera trong họ Leptoceridae. Chúng phân bố ở miền Cổ bắc.